# Claudia Vogt
Claudia Vogt (* 3. August 1969 in Dresden) ist eine deutsche Schauspielerin und Filmemacherin.

## Leben
Vogt studierte ab 1991 an der Hochschule für Musik und Theater Hannover Schauspiel. Beim Treffen der deutschsprachigen Schauspielschulen in Stuttgart wurde sie 1995 für ihre Darstellung der Merteuil in der Diplomproduktion Quartett von Heiner Müller ausgezeichnet. Im selben Jahr wurde Quartett von Wolfgang Engel, damaliger Intendant am Schauspiel Leipzig, in den Spielplan der Neuen Szene in Leipzig aufgenommen und in der Spielzeit 1995/1996 aufgeführt. Engagements an verschiedenen Theatern folgten, darunter am Schauspiel Leipzig, Staatstheater Kassel und dem Jungen Theater Göttingen. 
Ab 1999 war Vogt regelmäßig in Fernsehrollen zu sehen. Sie spielte in Spielfilmen wie Bargeld lacht unter der Regie von Hajo Gies und in den Serien Der Ermittler, St. Angela, Schmetterlinge im Bauch. Darüber hinaus war sie als Sprecherin in Hörspiel- und Featureproduktionen tätig.
Seit 2015 arbeitet Vogt als Filmemacherin. 2015 entstand der Kurzfilm Spurensuche. 2016 drehte sie den Dokumentarfilm Die Goldene Stunde, der im März 2017 im Kant Kino Berlin Premiere feierte. Der Film erhielt 2017 und 2018 Einladungen auf internationale Filmfestivals.
Vogt hat zwei Kinder und lebt in Berlin.